# 超敏反應
過敏反應（hypersensitivity reaction）又稱超敏反應，是機體免疫系統受到特定抗原持續刺激，或同一抗原再次刺激的病理性過度反應，其造成機體組織發炎、損傷且功能紊亂。超敏反应主要借由致敏淋巴细胞或特异性抗体进行病理性免疫应答，包括過敏（allergy）、自體免疫兩大類。
在一般情況下，機體過敏反應產生的作用分子只產生輕微症狀或局部性發炎反應，且多為IgE抗體；但在特殊的狀況下，發炎反應可能導致嚴重組織傷害甚至死亡。過敏症狀可由體液性或細胞媒介免疫反應中發展出來。體液性的過敏反應：由抗體或抗原－抗體複合物所啟動，而特別的媒介物： IgE 、IgM 、IgG 或補體等，可調節過敏反應，使敏感宿主在意外接觸抗原後數分鐘或數小時內就產生臨床症狀，最明顯的例子是立即性過敏反應；TDTH細胞媒介型過敏反應：延遲性過敏反應（delayed-type hypersensitivity），是屬於細胞性調節的反應，為一種宿主接觸抗原數天之後所產生的延遲性症狀。延遲性過敏反應是提供對抗細胞內病原體（intracellular pathogen）的重要防禦陣線，但是它們有時會導致嚴重的組織傷害。

## 過敏反應的分類
分为I,II,III,IV型超敏反应。
I型超敏反应，又称为速發型超敏反应，与过敏有关。
II型超敏反应，又称为细胞毒型超敏反应，由抗体介导。
III型超敏反应，又称为血管炎型超敏反应/免疫复合物型超敏反应。
IV型超敏反應，又稱遲發型超敏反應。
有第一、二、三型：體液性過敏反應與第四型：細胞媒介性過敏反應。
第一型過敏反應又稱為立即性過敏反應，是由特定類型的抗原所引起的，此类抗原可稱之為過敏原 (allergen) 。
過敏原刺激漿細胞和記憶性細胞產生正常的體液性免疫反應，可能引發個體產生立即性過敏反應。
正常的體液性免疫反應和第一型過敏反應的區別於後者會刺激漿細胞分泌大量IgE。
IgE與肥大細胞和嗜鹼性白血球表面上的Fc接受器(Fc receptor)之間具有高度的親和力，因此會與之結合。
當個體再次接觸過敏原時，此外來抗原會與肥大細胞和嗜鹼性白血球細胞膜上的IgE交叉連結 (cross-link)，引起肥大細胞或嗜鹼性白血球進行去顆粒作用 導致立即性過敏反應。
I型超敏反应由IgE介导，所以也稱為IgE媒介型過敏反應(IgE-mediated hyper-sensitivity)。

## 過敏反應的引發

### 過敏反應的引發是許多因素複雜且連續交互作用
1. 過敏原種類和劑量
2. 致敏途徑
3. 遺傳基因

### 免疫球蛋白E，IgE
1. IgE能與嗜鹼性白血球和肥大細胞表面上的Fcε接受器 (FcεR)結合。
2. IgE在血清中的壽命只有大約3天，IgE與嗜鹼性白血球和肥大細胞表面接受器結合時，這種穩定的結合體將可持續穩定長達數星期。
3. 正常個體 IgE血清濃度約為0.1~0.4 µg/ml，即便嚴重過敏個體，IgE血清濃度很少超過1µg/ml。

### 肥大細胞與嗜鹼性球
肥大細胞:
肥大細胞的前驅細胞經由骨髓中造血作用形成後，會再輸送到周邊血管組織分化為成熟的肥大細胞。
可在結締組織中發現(尤其是鄰近血管和淋巴腺的結締組織)。
呼吸道和消化道的黏膜以及皮膚亦含有高濃度的肥大細胞。
嗜鹼性球:
大多數脊椎動物循環血液中的顆粒性白血球之一。
散佈在細胞質的鹼性顆粒具有引發過敏反應的特性。
IgE與接受器之結合
IgE的活性取決於其ε重鏈與特定接受器—FcεR—結合的能力。
FcεR主要有兩種：與FcεRI & Ⅱ，分別表現在不同的細胞上，對IgE具有不同的親和性。
高親和性的接受器 (FcεRI): 
肥大細胞和嗜鹼性白血球可表現FcεRI，接受器即使在非常低的IgE血清濃度之下也能夠與IgE結合，被視為高親和性的接受器。
低親和性的接受器(FcεRII):
IgE另一個接受器－FcεRII，只對IgE的CH3/CH3的區段產生交互作用，親和性較低。
FcεRII調節IgE反應強度上扮演不同的角色，由過敏原交叉連結的IgE與FcεRII結合時，會活化B細胞、巨噬細胞及嗜酸性白血球。
IgE調節去顆粒作用的機轉
- 刺激肥大細胞去顆粒作用之因素：

過敏原與IgE的交叉連結

### 過敏毒素
(anaphylatoxin)：補體蛋白之C3a、C4a及C5a。

## 第一型過敏反應

### 構成要素
血清或局部組織IgE濃度上升之原因：
大多數人只有在抵禦寄生蟲感染時，IgE才會顯著增加。
當個體感染寄生蟲時，免疫球蛋白IgE濃度會上升並且維持在高濃度，直到寄生蟲體內完全清除為止。
當個體接觸到過敏原時，IgE亦會大量增加。

### 介質
第一型過敏反應的臨床表現與肥大細胞和嗜鹼性白血球去顆粒作用時所釋放出來的介質有關。
介質可作用在局部組織以及廣泛的次級作用細胞(secondary effector cell)，包括：嗜酸性白血球、嗜中性白血球、T淋巴球、單核球和血小板等。
不適當的過敏原，會誘導介質的釋放而導致不必要的血管通透性增加和發炎反應，而造成過敏。
初級介質在去顆粒作用前就已經製造並且儲存在顆粒裡面: 
- 組織胺

儲存在顆粒裡面，它的生物效應在肥大細胞活化後數分鐘內就能觀察到，它是肥大細胞顆粒的主要成分，約佔顆粒重量的10%。
組織胺一旦從肥大細胞釋放出來，便開始結合到不同目標細胞上的特定接受器上。
組織胺接受器可分為三個型態：H1、H2和H3。
H1接受器結合的組織胺：
調節大多數過敏反應的生物效應。
誘發腸道和支氣管平滑肌的收縮。
增加小靜脈的通透性。
增加杯狀細胞(goblet cell)分泌黏液。
H2接受器結合之組織胺：
增加血管通透性。
擴張和刺激外分泌腺體的活化。
- 蛋白酶
- 嗜酸性白血球趨化因子(eosinophil chemotactic factor)
- 嗜中性白血球趨化因子(neutrophil chemotactic factor)
- 肝素目標細胞活化後才合成，或因去顆粒作用的過程中細胞膜磷脂質破壞而釋放出來:
- 血小板活化因子(platelet-activating factor)
- 白三烯素(leukotriene)與前列腺素(prostaglandin)

白三烯素和前列腺素的效應時間維持較長。

#### 白三烯素
調節支氣管收縮、增加血管通透性和黏液的產生。

#### 前列腺素
導致支氣管收縮。
在氣喘患者，白三烯素被認為是引發支氣管痙攣和黏液聚集的重要因素。

#### 細胞激素
第一型過敏反應可由肥大細胞和嗜酸性白血球釋放出不同的細胞激素而引發。
人類肥大細胞可分泌IL-4、IL-5、IL-6和TNF-α，細胞激素可改變局部的細胞環境，最後會引起發炎細胞聚集，如：嗜中性白血球及嗜酸性白血的浸潤。
IL-4刺激B細胞產生IgE。
IL-5對嗜酸性白血球的活化和聚集是十分重要的。
肥大細胞所分泌的大量TNF-α可能與全身性過敏性休克有關。

### 疾病

#### 全身性過敏
症狀通常在接觸過敏原數分鐘內就反應出來：
主要症狀是休克，通常會有致死的現象。其他症狀包括嘔吐、血痢、窒息、失去知覺甚至死亡。
很多種類的抗原在易致敏的個體上都會引發這些反應：
- 蜜蜂、大黃蜂和螞蟻的叮咬
- 青黴素、胰島素和抗毒素血清的藥物過敏。
- 海鮮和核果類的食物過敏等。

如不立即處理，患者易休克而死亡。

#### 局部性過敏
1. 過敏性鼻炎
稱之為乾草熱(hay fever)。
由空氣傳播的過敏原引起位於結膜和鼻黏膜的肥大細胞反應，而誘導肥大細胞釋放活性介質。
2. 過敏性皮膚炎
通常是家族遺傳過敏症相關的皮膚發炎疾病。症狀經常發生在小孩身上，甚至嬰幼兒也會發生，有血清IgE濃度明顯上升的現象.過敏個體會產生紅斑且有膿疱出現。
與延遲性過敏反應不同，延遲性過敏反應與TH1細胞有關，而在過敏性皮膚炎之皮膚損傷部位，則可發現TH2 細胞和嗜酸性白血球數目增加。
3. 氣喘
激烈運動或寒冷等單一刺激所引起的氣喘，為內因性氣喘(intrinsic asthma)。由空氣和血液傳播的過敏原，如：花粉、塵土、煙霧、昆蟲產物或病毒抗原等，則可啟動過敏性氣喘(allergic asthma)：
4. 食物過敏
過敏體質的患者對許多食物容易引起局部過敏現象，過敏原能與消化道肥大細胞的IgE形成交叉連結，引發局部平滑肌收縮和血管擴張，有嘔吐或腹瀉的病癥。肥大細胞的去顆粒作用能夠增加黏膜的通透性，使過敏原進入血液，這些過敏原會因附著在不同的部位而產生不同的病癥，例如氣喘以及皮膚紅腫、[風疹]和[蕁麻疹]等。

### 偵測

#### 皮膚測試
以少量過敏原施予皮下注射，或於特定的皮膚位置上做表皮刮擦，辨識和確認。
若受測個體對過敏原有過敏現象，局部肥大細胞會開始產生去顆粒作用而釋放組織胺和其他介質，大約在30分鐘內便會產生丘疹或發紅的反應。
也會導致某些負面作用，例如新的過敏原可能會使敏感個體產生全身過敏性休克。

#### 放射性免疫分析法
測量病患血清中IgE濃度。

#### 放射性過敏吸附測試
對血清中已知過敏原特定之IgE濃度進行測試。

## 第二型超敏反应

### 治療
1.進行過敏原鑑定，避免接觸過敏原。
2.免疫療法(immunotherapy)。
3.藥物治療。
1. 古巴斯捷氏症候群(Goodpasture's syndrome)
2. 甲狀腺功能亢進(Grave's disease)
3. 重症肌無力症(Myasthenia Gravis，M.G.)

### 輸血之過敏反應

#### 立即性的輸血過敏反應
大多與不相容ABO血型所導致IgM同紅血球凝集素的補體媒介溶解作用有關。
通常於數小時內血漿中即可偵測出游離血紅素，這些血紅素會經由腎臟過濾出來，而導致血尿現象。
一些血紅素則轉變成膽紅素，而高濃度的膽紅素是具毒性的。
典型的症狀包括發燒、發寒、噁心、凝血、下背部疼痛和血尿。

#### 延遲性的輸血過敏反應
重複輸血時，因不同血型微量抗原(minor Ag)差異能夠刺激抗體的產生，抗體通常屬於IgG。
輸血造成的延遲性溶血反應，發生在重複接受ABO相容血型，其他血液抗原不相容的血液。
反應在輸血的2~6天後才發展出來，輸血誘導對抗不同血型表面抗原的IgG抗體的產生，常引發延遲性過敏反應的血型抗原包括 ABO、Rh、Kidd、Kell及Duffy等抗原。

### 藥物引發之溶血性貧血
某些抗生素，如：青黴素、頭芽胞素和鏈黴素等，能夠吸附紅血球表面上的蛋白質而形成類似半抗原－蛋白質結合體的複合物。
這類藥物－蛋白質的複合物能引發抗體生成，結合到紅血球表面，導致補體媒介的溶解作用，而造成嚴重的貧血現象
停用藥物，此種貧血現象便馬上消失。

## 第三型過敏反應
抗體－抗原複合物（免疫複合物）能被吞噬細胞所清除，然而當大量免疫複合物無法消除而沉澱時，便會導致沉澱部位組織損傷，稱為第三型過敏反應，或免疫複合物媒介型過敏反應。
此類過敏反應的嚴重程度，與免疫複合物的數量和它在體內分佈的位置有相當大的相關。
免疫複合物活化補體系統的免疫作用分子（C3a、C4a及C5a）時，第三型過敏反應就會產生。
C3a、C4a和C5a等補體分離產物為一種過敏毒素(anaphylatoxin)，它們能造成局部肥大細胞去顆粒作用和增加局部血管的通透性。
C3a、C5a和C5b67 也是嗜中性白血球趨化因子，可使大量的免疫複合物沉澱在血管壁基底膜表面或腎絲球上。
為了吞噬沉澱的免疫複合物，大多數的第三型過敏反應是因為嗜中性白血球釋放出溶解酶而造成組織的傷害。
C3b補體成分可作為調理素，沉澱的複合物包圍，嗜中性白血球便藉著第一型補體接受器與被C3b 包圍的複合物進行結合，釋放出溶解酶以進行溶解作用。

### 第三型過敏反應種類

#### 局部性第三型過敏反應
亞瑟氏反應(Arthus reaction)
連續注射抗原所造成的局部組織發炎現象。
以顯微鏡進行組織鏡檢，發現嗜中性白血球附著在血管內皮上，移動到免疫複合物沉澱位置，加上體液和紅血球的堆積，造成水腫和紅斑，並且形成局部組織和血管的損傷。
症狀從輕微的腫脹、紅斑，甚至組織壞死。

#### 全身性第三型過敏反應
血清病(serum sickness)
體內入侵過多的抗原時，為吞噬細胞無法輕易的去除大量抗原，形成許多小型的複合物，而小型複合物便在身體許多不同的部位形成血清病。
自體免疫疾病：
1. 紅斑性狼瘡(systemic lupus erythematosus)
2. 類風濕性關節炎(rheumatoid arthritis)
3. 藥物反應，如：對青黴素和磺胺劑過敏。

感染性疾病：
1. 鏈球菌感染後之腎絲球腎炎(poststreptococcal glomerulonephritis)
2. 腦膜炎、肝炎、單核球增多症(mononucleosis)
3. 瘧疾(malaria)與錐蟲病(trypanosomiasis)等。

## 第四型過敏反應
抗原活化TDTH 細胞時，產生第四型過敏反應，TDTH細胞屬於TH1細胞。
抗原經由抗原呈递細胞对抗原的呈递作用最终致許多細胞因子的分泌，如：
介白素-2(IL-2)、γ-干扰素、巨噬細胞抑制因子(MIF)和腫瘤壞死因子β(TNF-β)
細胞因子吸引吞噬細胞至感染部位，活化吞噬細胞，促進吞噬細胞活性和增加溶酶濃度以加強毒殺效應，需要48~72小時產生，稱為延遲性過敏反應。
這些時間主要用來啟動TDTH 細胞活化和細胞因子分泌，調節巨噬細胞的聚集及溶解酶的釋放。
細菌或寄生蟲等能夠存活在宿主細胞內，抗體無法進入殺死這些微生物，在感染部位之吞噬細胞活化和溶解酶聚集導致非專一性的細胞毒殺作用產生。
防禦過程無法完全奏效，加上病原體的抗原在細胞持續呈現，便會促使慢性DTH 反應，大量巨噬細胞持續釋放溶解酶，因而導致感染組織的破壞。

### 引起的疾病
1. 痲瘋分枝桿菌(Mycobacterium leprae)引起的肉芽腫皮膚損傷。以痲瘋菌素(lepromin)作為抗原來測試是否被痲瘋桿菌所感染。
2. 結核分枝桿菌(Mycobacterium tuberculosis)引發的肺部侵蝕等組織傷害。可利用PPD (purified protein derivative)抗原檢測患者是否先前曾受結核菌感染。
3. 球孢子真菌之感染。

### 接觸性皮膚炎反應
- 甲醛
- 三硝基酚 (trinitrophenol)
- 鎳
- 松節油(turpentine)
- 化妝品（染髮劑）

複合物經由皮膚內的蘭氏細胞等抗原呈現細胞而被吞噬，與MHC II分子結合而呈現抗原，導致TDTH 細胞活化，再活化巨噬細胞和釋放溶解酵素，導致接觸。

## 備註
1. ↑  若將 hypersensitivity 譯為“過敏反應”容易與 allergic reaction[3]、anaphylactic reaction[4]的譯名完全相同而造成混淆。

## 外部連結
過敏性鼻炎 （页面存档备份，存于）